# The Magician

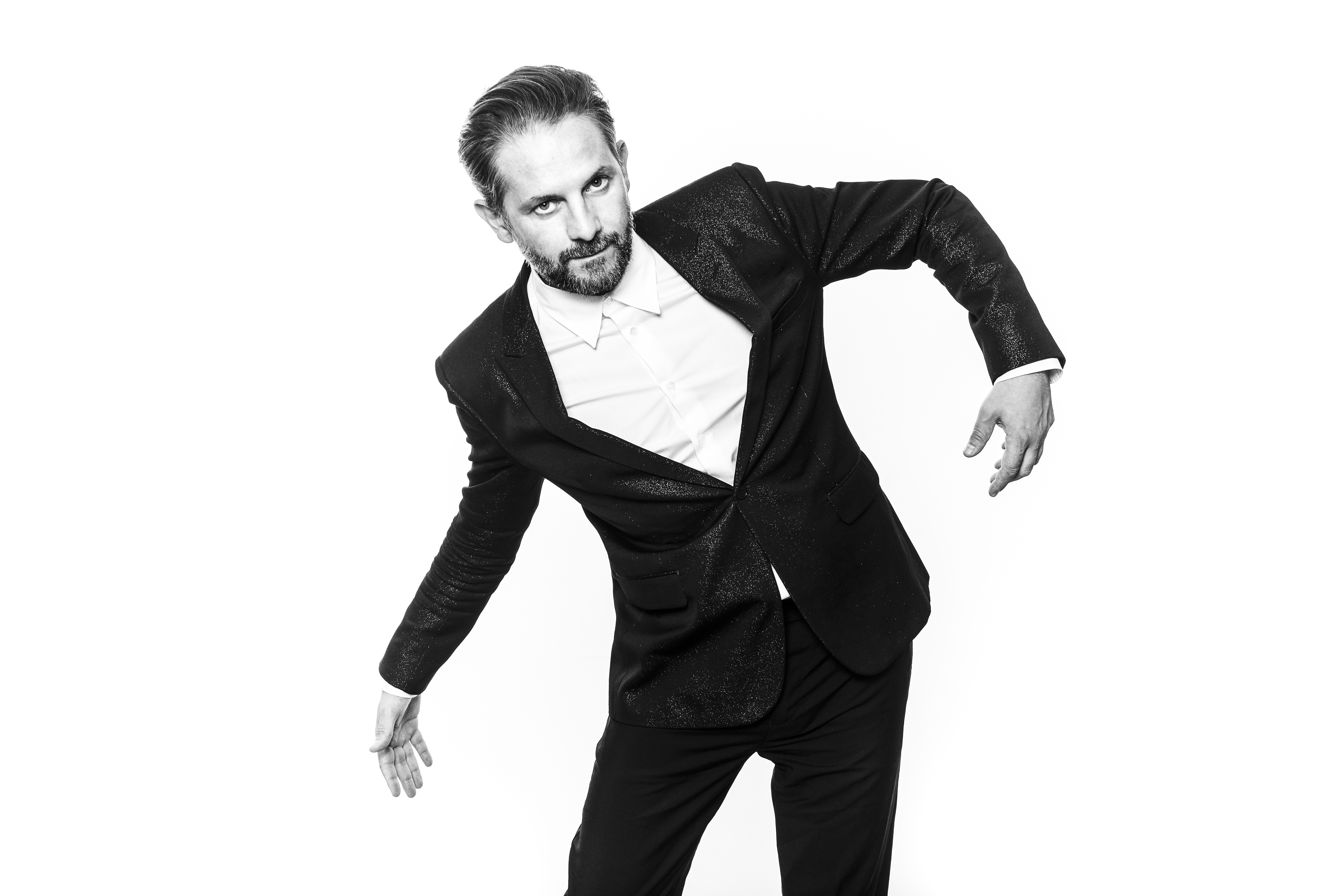
The Magician in 2019

The Magician, geboren als Stephen Fasano, is een disco/house dj uit Namen. Hij is bekend van zijn remixes, voor verschillende artiesten, waarvan enkele al grote hits zijn geworden in binnen en buitenland.

## Biografie
Stephen Fasano werd bekend als de helft van het nu disco/house duo Aeroplane, dat hij samen oprichtte met de Italiaanse Belg Vito De Luca.
Na de opnames van het album "We Can't Fly" verliet Fasano de band om verder te gaan onder de naam The Magician. Hij bracht enkele singles uit waaronder de bescheiden radiohit "I don't know what to do" met Jeppe, maar verwierf pas echt naambekendheid door zijn remixes van "I Follow Rivers" van de Zweedse zangeres Lykke Li en "Happiness" van Sam Sparro. The Magician is een veelgeboekte dj en draaide al over de hele wereld. Hij speelde op grote festivals als o.a. Pukkelpop (België), Rock In Rio (Portugal) en Coachella (USA). The Magician maakt ook mixtapes die hij "Magic Tapes" noemt.
In 2024 komt hij weer in de aandacht door een samenwerking met Purple Disco Machine op de single All My Life. Dit wordt een bescheiden hit.

## Discografie

### Met Aeroplane
| Album/EP                | Jaar | Label  |
| ----------------------- | ---- | ------ |
| Aeroplane/Caramellas EP | 2007 | Eskimo |
| We Can't Fly            | 2010 | Eskimo |

| Singles                    | Jaar | Label  |
| -------------------------- | ---- | ------ |
| Pacific Air Race           | 2007 | Eskimo |
| Whispers ft. Kathy Diamond | 2008 | Eskimo |
| Superstar                  | 2010 | Eskimo |
| Without Lies               | 2010 | Eskimo |
| We Can't Fly               | 2010 | Eskimo |
| My Enemy                   | 2011 | Eskimo |

### Als The Magician
| Album/EP                  | Jaar | Label         |
| ------------------------- | ---- | ------------- |
| Twist EP ft. Peter        | 2011 | Kitsuné Music |
| When The Night Is Over EP | 2013 | Parlophone    |

| Singles                              | Jaar | Label                           |
| ------------------------------------ | ---- | ------------------------------- |
| I Don't Know What To Do ft. Jeppe    | 2011 | Kitsuné Music                   |
| Memory ft. Peter                     | 2012 | Kitsuné Music                   |
| When The Night Is Over ft. Newtimers | 2013 | Warner Dance Labels/ Parlophone |
| On My Brain ft. Peter                | 2013 | Partyfine                       |
| Sunlight ft. Years & Years           | 2014 | Parlophone                      |
| Together                             | 2015 | Potion                          |
| Shy ft. Bayton Bowman                | 2016 | Potion                          |
| Tied Up ft. Julian Perretta          | 2017 | Sony                            |
| Slow Motion met TCTS ft. Sam Sure    | 2017 | Ministry of Sound               |
| Las Vegas ft. Ebenezer               | 2018 | B1                              |
| Love Break ft. Hamza                 | 2018 | B1                              |
| Build a Fire ft. Clew & Prov         | 2018 | B1                              |
| Ready to Love ft. Frances            | 2019 | B1                              |

| Single met eventuele hitnotering(en) in de Nederlandse Top 40 | Datum van verschijnen | Datum van binnenkomst | Hoogste positie | Aantal weken | Opmerkingen                                     |
| ------------------------------------------------------------- | --------------------- | --------------------- | --------------- | ------------ | ----------------------------------------------- |
| I follow rivers (The Magician remix)                          | 10-10-2011            | 24-12-2011            | 2               | 28           | met Lykke Li / Nr. 3 in de Single Top 100       |
| Sunlight                                                      | 15-08-2014            | 18-10-2014            | 22              | 15           | met Years & Years / Nr. 37 in de Single Top 100 |

## Remixes
| Artiest/Band                | Nummer          | Jaar |
| --------------------------- | --------------- | ---- |
| Lykke Li                    | I Follow Rivers | 2011 |
| Scenic                      | Another Sky     | 2011 |
| Yuksek                      | On A Train      | 2011 |
| Sebastien Tellier           | Cochon Ville    | 2012 |
| Sam Sparro                  | Happiness       | 2012 |
| RAC                         | Hollywood       | 2013 |
| Chris Malinchak             | If U Got It     | 2013 |
| Chromeo ft. Toro Y Moi      | Come Alive      | 2014 |
| Clean Bandit ft. Jess Glynn | Rather Be       | 2014 |
| Javeon                      | Intoxicated     | 2014 |

Ook met Aeroplane maakte Fasano meerdere remixes van o.a. Friendly Faris - "Paris", MGMT - "Electric Feel"...
De singles van The Magician werden ook al regelmatig geremixt door o.a. Claptone, Crayon...

## Trivia
- In oktober 2011 kwam de Dj in het nieuws toen hij in "Club Bonsoir" in Bern een chemisch goedje in zijn gezicht kreeg gegooid door een bezoeker van de club. Hij heeft echter geen lichamelijke schade overgehouden aan het voorval.

- Zijn remix van het nummer "Happiness" werd gespeeld bij de overwinning van N-VA in de gemeenteraadsverkiezingen van 2012. Toen partijvoorzitter Bart De Wever een speech wou geven, bleef het nummer maar spelen. De Wever zei toen "Zet die plaat af" en dit werd duchtig geparodieerd in de Vlaamse media. The Magician meldde later in een interview met Gazet Van Antwerpen dat hij niet tevreden was dat de leden van die partij zijn remix speelden op hun overwinningsfeest.